# En el nombre de la hija
En el nombre de la hija è un film del 2011 diretto da Tania Hermida.
Il film ha vinto nell'ottobre del 2011 il Premio Marcaurelio della sezione "Alice nelle città sotto i 13 anni"  del Festival Internazionale del Film di Roma.

## Trama
La vicenda ha luogo nel 1976 in una località imprecisata delle Ande ecuadoriane.
Manuela, la protagonista, è una bambina di 9 anni che assieme al fratello minore, Camillo, trascorre il periodo di vacanze estive nella fazenda dei nonni, assieme ai cugini.
Nel corso della vacanza emerge il contrasto tra l'educazione laica della piccola Manuela, figlia di una coppia di socialisti atei, e il rigido cattolicesimo della nonna Lola, che culmina nella decisione di quest'ultima di battezzare i due piccoli.
Tra le figure che popolano il piccolo universo della fazenda assume un ruolo centrale lo zio Felipe, un fratello squilibrato del nonno Emilio, che vive segregato in una misteriosa e affascinante biblioteca. Questo personaggio insegnerà a Manuela a guardare oltre gli schieramenti ideologici, per scoprire la propria essenza, la propria identità. Lo zio, prima di morire, le regalerà un cofanetto contenente la "vera" Manuela. Quando la ragazza aprirà la scatola, non troverà altro che uno specchio.
Alla fine della storia, Manuela torna dai genitori, più confusa che mai.